# مانويل أليخاندرو كوريا
مانويل أليخاندرو كوريا (بالإسبانية: Manuel Alejandro Correa)‏ هو لاعب كرة قدم مكسيكي، ولد في 6 مارس 1993. لعب مع نادي أطلس.

## وصلات خارجية
- مانويل أليخاندرو كوريا على موقع Soccerway.com (الإنجليزية)
- مانويل أليخاندرو كوريا على موقع AS.com (الإسبانية)